# Didaczara
Didaczara (gruz. დიდაჭარა) – wieś w Gruzji, w republice autonomicznej Adżarii, w gminie Chulo. W 2014 roku liczyła 938 mieszkańców.